# Мирсина
Мирсина, също Коблар, Кюблари (на гръцки: Μυρσίνα, през 1927-1940 година: Μερσίνα, Мирсина, до 1927 година: Γκομπλάρι, Гоблари) е село в Република Гърция, дем Гревена на област Западна Македония.

## География
Селото е разположено на около 8 km североизточно от град Гревена, от дясната страна на река Бистрица (Алиакмонас).

## История

### В Османската империя
В края на XIX век Коблар е мюсюлманско гръкоезично село в северната част на Гребенската каза на Османската империя. Според статистиката на Васил Кънчов („Македония. Етнография и статистика“) през 1900 Гобеларакъ (Кобларъ) е смесено село със 77 гърци християни и 150 валахади (гръкоезични мюсюлмани).
На Етнографската карта на Битолския вилает на Картографския институт в София от 1901 година Коблар е чисто гръцко село в Гревенската каза на Серфидженския санджак с 45 къщи. Същевременно Гобелар е чисто гръцко село в Гревенската каза на Серфидженския санджак с 45 къщи.
Според статистика на Серфидженския санджак на гръцкото консулство в Еласона от 1904 година в Гоблар (Γκομπλάρ), Гревенска каза, живеят 650 валахади.

### В Гърция
През Балканската война в 1912 година в селото влизат гръцки части и след Междусъюзническата в 1913 година Коблар влиза в състава на Кралство Гърция.
В 1924 година по силата на Лозанския договор мюсюлманското население на селото е изселено в Турция и на негово място са заселени гърци 95 семейства бежанци от Турция или 360 души. През 1928 година селото е представено като изцяло бежанско. Тогава то се състои от 95 семейства или 354 жители. Преселниците в Коплар произлизат от Понт (66 семейства), западните части на Мала Азия (28 семейства) и Източна Тракия (1 семейство).
През 1927 година името на селото е сменено на Мерсина. През 1940 година то е модифицирано на Мирсина.
Населението произвежда жито и тютюн и се занимава и със скотовъдство.
| Година    | 1913 | 1920 | 1928 | 1940 | 1951 | 1961 | 1971 | 1981 | 1991 | 2001 | 2011 | 2021 |
| --------- | ---- | ---- | ---- | ---- | ---- | ---- | ---- | ---- | ---- | ---- | ---- | ---- |
| Население | 282  | 385  |      | 431  | 419  | 480  | 325  | 288  | 256  | 266  | 263  | 236  |